# Jüdisches Leben in Wattenscheid
Das jüdische Leben in Wattenscheid lässt sich ab dem 16. Jahrhundert nachweisen. Wattenscheid wird heute von der jüdischen Einheitsgemeinde Jüdische Gemeinde Bochum-Herne-Hattingen betreut.

## Geschichte

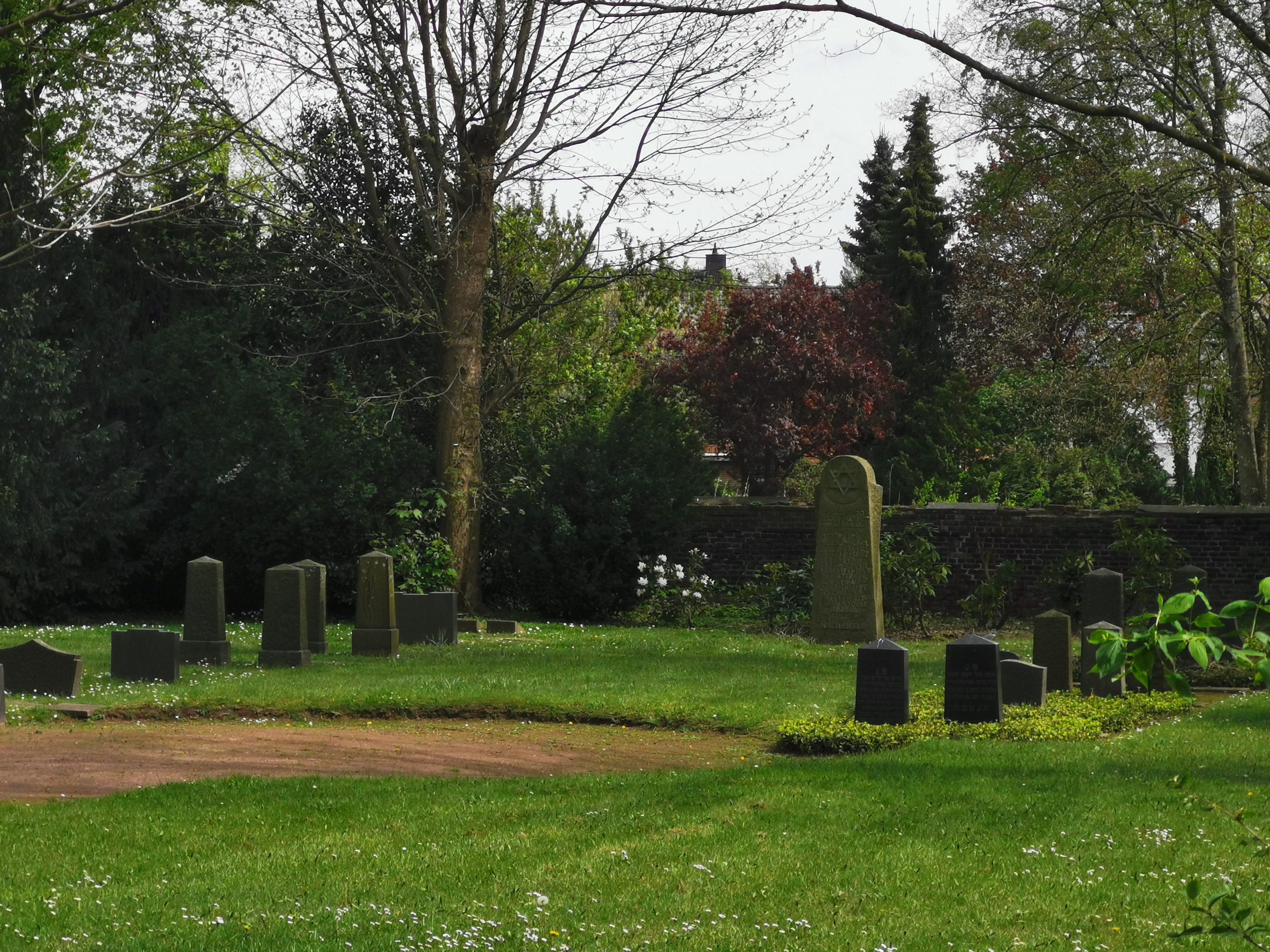
Jüdischer Friedhof Wattenscheid

Aus dem Jahr 1511 ist der älteste erhaltene Nachweis über jüdische Einwohner in Wattenscheid. Der Landesherr Johann II. von Kleve-Mark verlängerte den Schutzbrief des Händlers Seligmann und seiner Familie „woenhafftich tot Wattenscheide“.
Moses Heymann erhielt 1654 vom Brandenburger Kurfürsten ausgestellten Geleitbrief, der ihm gestattete „vorerst auf sechs Jahre in Warrenscheid sich häuslich aufzuhalten und sich zu ernähren mit Schlachten, Kauf und Verkauf. Wenn jemand seines Geldes begehrt, so darf Moses von einem Thaler nur drei Heller Zinsen nehmen und nicht mehr.“
1642 wohnten zwei jüdische Familien in der Stadt, es waren dann 1728 bereits zehn Familien. Der jüdische Friedhof in der Bochumer Straße wurde seit Mitte des 17. Jahrhunderts genutzt. Er befand sich seit den 1860er Jahren im Besitz der jüdischen Gemeinde.
Im oberen Stockwerk des Hauses von Philipp Herz an der Oststraße (heute Oststraße 12) befand sich seit 1818 ein Betraum. In den Jahren 1827 bis 1829 wurde die Wattenscheider Synagoge errichtet. Es wurde im Frühjahr 1829 eingeweiht. Wattenscheid war eine Filialgemeinde der israelitischen Gemeinde Hattingen, in dem Jahr 1875 spalteten sich die Untergemeinden Wattenscheid und Gelsenkirchen ab.
Die jüdische Gemeinde zählte 1834 102 Mitglieder, das waren 2 % der Gesamtbevölkerung. Bereits 1839 gab es eine einklassige jüdische Volksschule.
Am 30. Oktober 1897 erhielt die jüdische Gemeinde in Wattenscheid die jüdische Volksschule in der Vödestraße, die auch als Gemeindehaus diente.
Die Repräsentantenliste der jüdischen Kultusgemeinde von 1900 verzeichnet: „22 Kaufmänner, ein Lederhändler, ein Arzt, zwei Klempner, zwei Viehhändler, drei Privatiers, vier Rentner, zwei Tagesarbeiter, drei Händler, ein Commis, ein Schuhwarenhändler, zwei Verkäufer, drei Metzger, ein Hausierer, ein Lehrer und ein Bergarbeiter“. Das Kaufhaus Hess war 1905 von Sally Hess und Joseph Winter gegründet worden und hatte sich in den folgenden Jahrzehnten zu einem modernen Kaufhaus mit Modeschauen und Erfrischungsraum entwickelt.

### Zeit des Nationalsozialismus

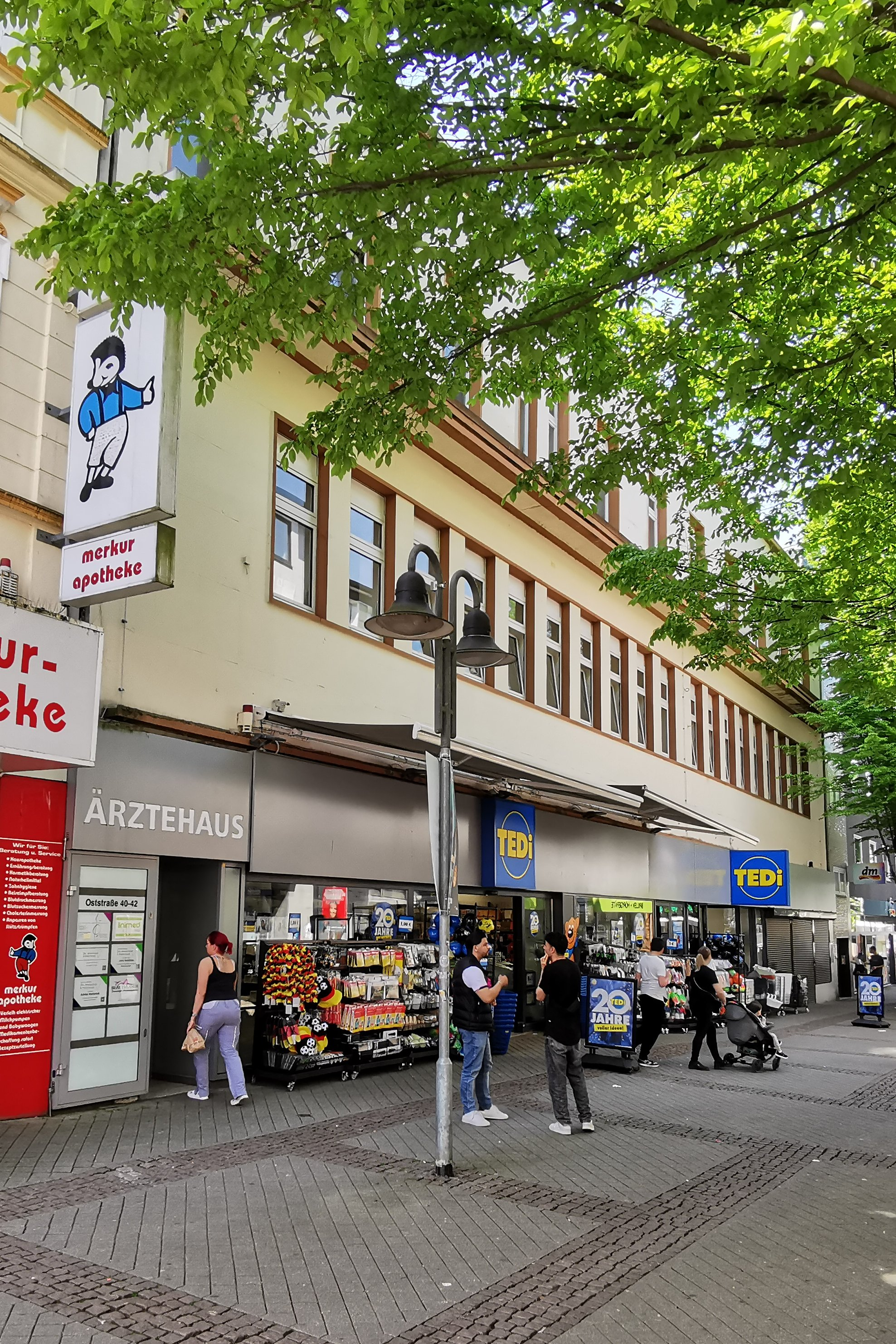
Ehemaliges Kaufhaus Sally Hess, Oststr. 42, Bochum-Wattenscheid

Im September 1936 erwarb Helmut Horten das Wattenscheider Kaufhaus Hess von dem jüdischen Kaufmann Sally Hess. Dies war das zweite Kaufhaus in einer Reihe von Übernahmen jüdischer Geschäfte durch Horten während der NS-Zeit, die als "Arisierung" bezeichnet wurden.  Nach der Übernahme entließ Horten alle jüdischen Mitarbeiter und warb damit, dass das Kaufhaus "nunmehr in arischem Besitz" sei. Sally Hess verließ nach dem erzwungenen Verkauf zunächst seine Heimatstadt und emigrierte schließlich nach Südafrika. Nach dem Krieg musste Horten sich den neuen Wiedergutmachungsgesetzen fügen. Sally Hess erhielt formal sein Kaufhaus und die Grundstücke zurück, die er dann an Horten zurückverpachtete. Später dominierte eine Filiale von Hortons Kaufhauskette mit dem typischen Bau am Gertrudisplatz lange das Stadtbild in Wattenscheid.
Die Synagoge wurde am Morgen des 10. November 1938 von den Nationalsozialisten niedergebrannt. Die Wattenscheider Zeitung vom 11. November 1938 berichtete:
Die Folgen der jüdischen Mordtat in Paris wurden gestern in den Morgenstunden auch in Wattenscheid in derselben Weise bemerkbar wie in vielen anderen Orten. Gegen 7 Uhr schoß aus dem Dachstuhl der Synagoge eine hohe Flamme empor, der große Rauchwolken folgten. Als der 1. Löschzug der Freiwilligen Feuerwehr wenige Minuten nach seiner Alarmierung eintraf, war alles, was brennbar war an und in dem schmucklosen kleinen Bau, ein Raub der Flammen. Bald stand nur noch die verrußte Brandruine da. Die Feuerwehr schützte die umliegenden Häuser vor dem Uebergreifen des Feuers. Unterdessen gingen die Schaufenster jüdischer Geschäfte in Trümmer. Im Laufe des Tages wurden sie durch Bretterverschläge gesichert. Wie wenig bekannt die mit einer Rasenfläche des Ende einer Sackgasse an der Oststraße bildende Synagoge in Wattenscheid war, geht daraus hervor, dass die meisten, die von dem Brande hörten, fragten: „Wo ist denn hier eine Synagoge?“
Ab November 1941 wurden alle noch in Wattenscheid lebenden Juden in der jüdischen Volksschule (in der Ecke des Schulhofes der Richard-Wagner-Schule an der Voedestraße gelegen, abgerissen 1962) zwangsuntergebracht. Am 28. April und 11. Mai 1942 wurden sie mit der Eisenbahn in Richtung Osteuropa deportiert.
Nach dem Kenntnisstand von 2000 sind in dem Gedenkbuch für die Opfer der Shoa aus Wattenscheid 83 jüdische Frauen und Männer Opfer genannt.

### Nachkriegszeit

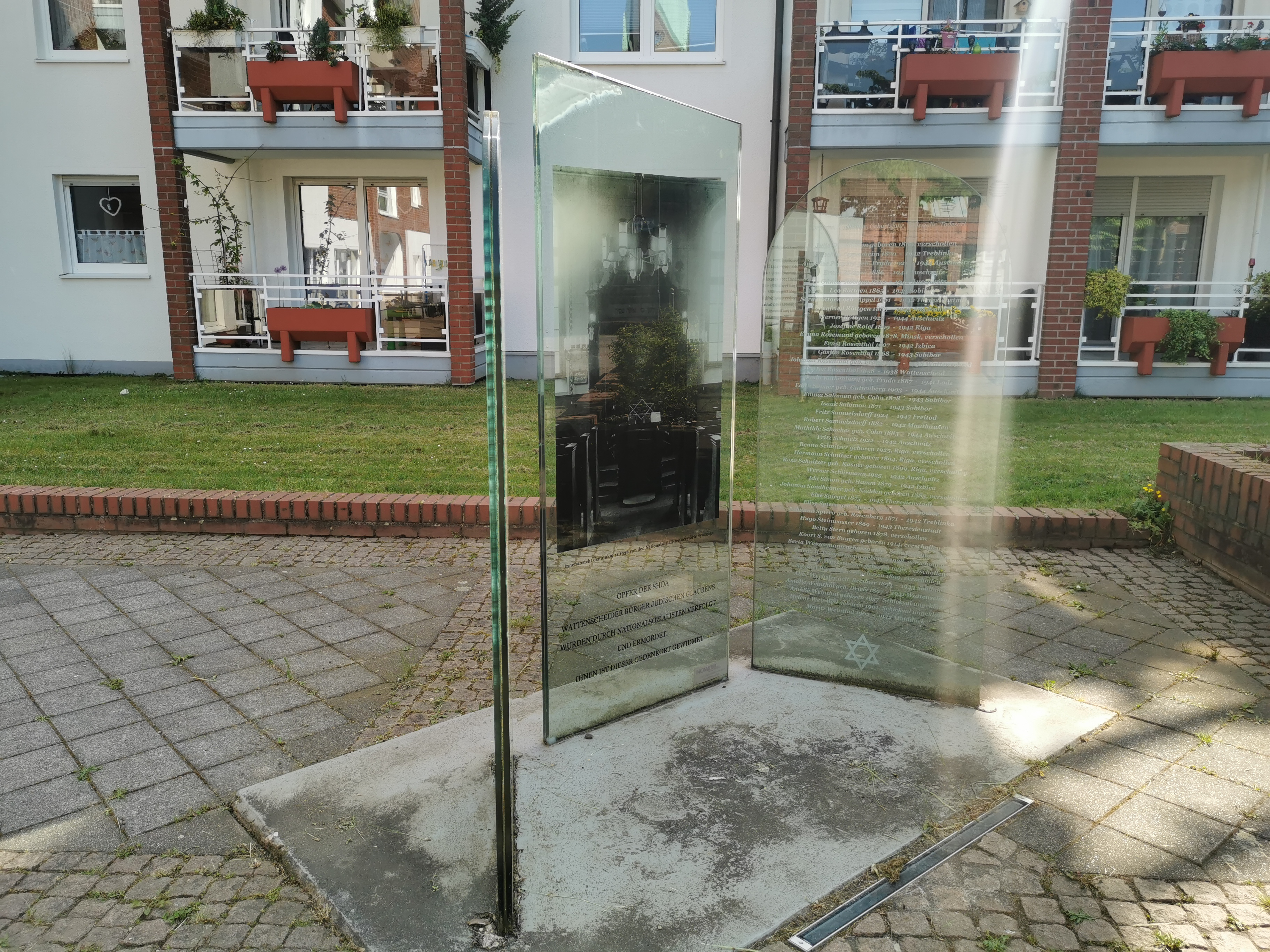
Stelen zur Erinnerung an die Wattenscheider Synagoge und jüdischen Bürger

In der Nachkriegszeit entwickelte sich erst langsam eine Gedenkkultur. 1972 errichtete die Stadt Wattenscheid einen Gedenkstein auf dem Friedhof. Die Reste der Synagoge blieben unbeachtet. Die erhaltenen Außenmauer wurde mit einem neuen Dach versehen. Das Gebäude diente bis Mitte der 1980er Jahre als Lager für eine Bäckerei und wurde dann aufgrund einer Neubebauung abgerissen. Im Jahre 1990 wurde eine Gedenktafel in hebräischer und deutscher Sprache angebracht (Brauhof 12).
Seit 2005 werden im Rahmen des Gedenkens an den Holocaust Stolpersteine in Bochum und Wattenscheid verlegt. Der Platz vor dem Rathaus wurde nach Betti Hartmann benannt, eine 15-jährige Wattenscheiderin, welche in Auschwitz ermordet worden ist und die als jüngstes dortiges Opfer aus Wattenscheid stellvertretend für die Opfer steht.
An dem Standpunkt der ehemaligen Synagoge wurde, auf Initiative des Wattenscheiders Hannes Bienert, am 9. November 2009 drei gläserne Stelen errichtet. Auf der mittleren Stele sieht man eine Innenansicht der Synagoge, die Tafeln links und rechts tragen 88 Namen von ermordeten Wattenscheider Bewohnern.
2008 kam es zu Farbschmierereien an der Gedenktafel der alten Synagoge. Im November 2010 wurden die Gedenktafel für die ehemalige Wattenscheider Synagoge in der Passage zum Brauhof, die gläsernen Stelen für die Opfer der Shoa am Nivellesplatz und der historische jüdische Friedhof an der Bochumer Straße mit Hakenkreuzen beschmiert.

### Stele „Jüdisches Leben in Wattenscheid“

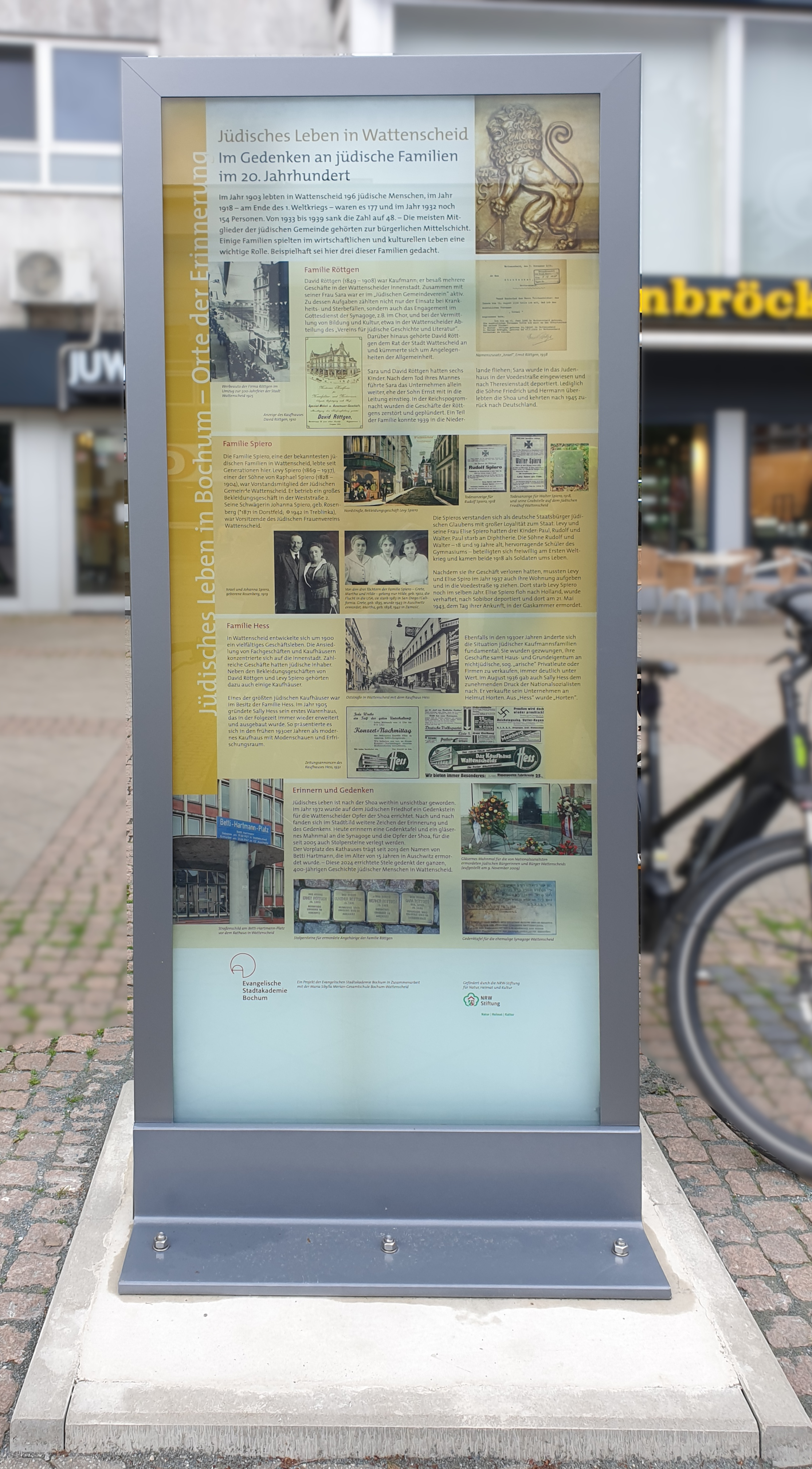
Stele Alter Markt

Die von Schülerinnen und Schülern der Wattenscheider Maria Sybilla Merian-Gesamtschule gestaltete Stele zu jüdischem Leben in Wattenscheid wurde am 2. Mai 2024 auf dem Alten Markt in der Innenstadt von Wattenscheid () eingeweiht. Auf einer Seite der Stele werden als frühere jüdische Einrichtungen die ehemalige Synagoge, die jüdische Schule und der jüdische Friedhof in Wattenscheid dargestellt. Auf der zweiten Seite wird als Beispiel für jüdisches Leben vor der NS-Zeit in Wattenscheid der Werdegang von drei jüdischen Kaufmannsfamilien nachvollzogen.